# Robiñera
Le pic de la Robiñera est un sommet du massif de la Munia. Franchement situé en Aragon, c'est un sommet secondaire du secteur. Il se raccorde au cirque de Troumouse par une crête surplombant les lacs de la Munia. Celle-ci est empruntée par l'itinéraire classique, relativement aisé, en bifurquant avant le pas du Chat, passage-clé de l'ascension du pic de la Munia.

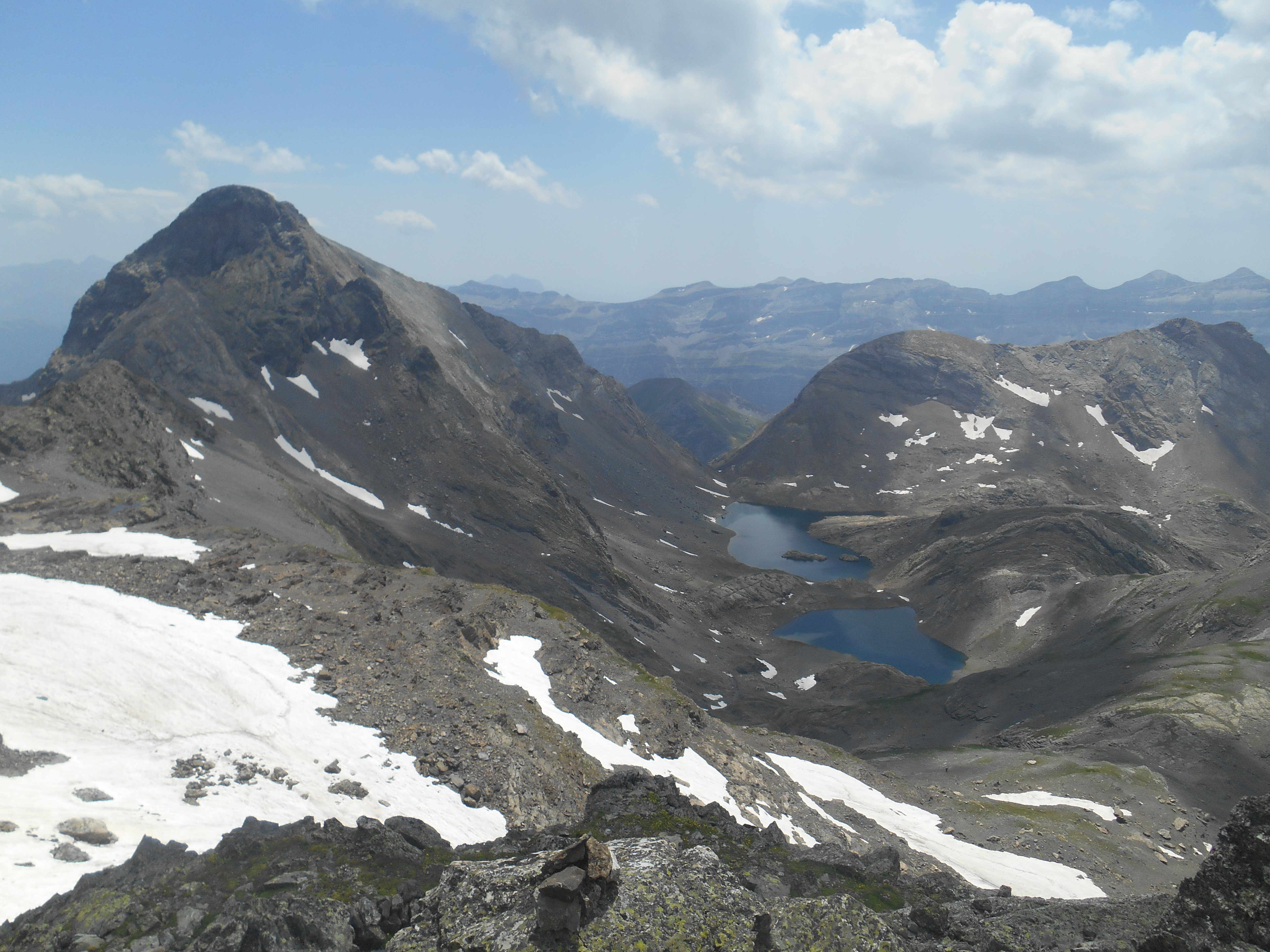
Face nord du pic de Robiñera depuis le pic de la Munia ; à droite, les lacs de la Munia.